# Daniel Moreno
Moreno  Fernández est un nom espagnol. Le premier nom de famille, en général paternel, est Moreno ; le second, en général maternel, souvent omis, est Fernández.
Pour les articles homonymes, voir Moreno.

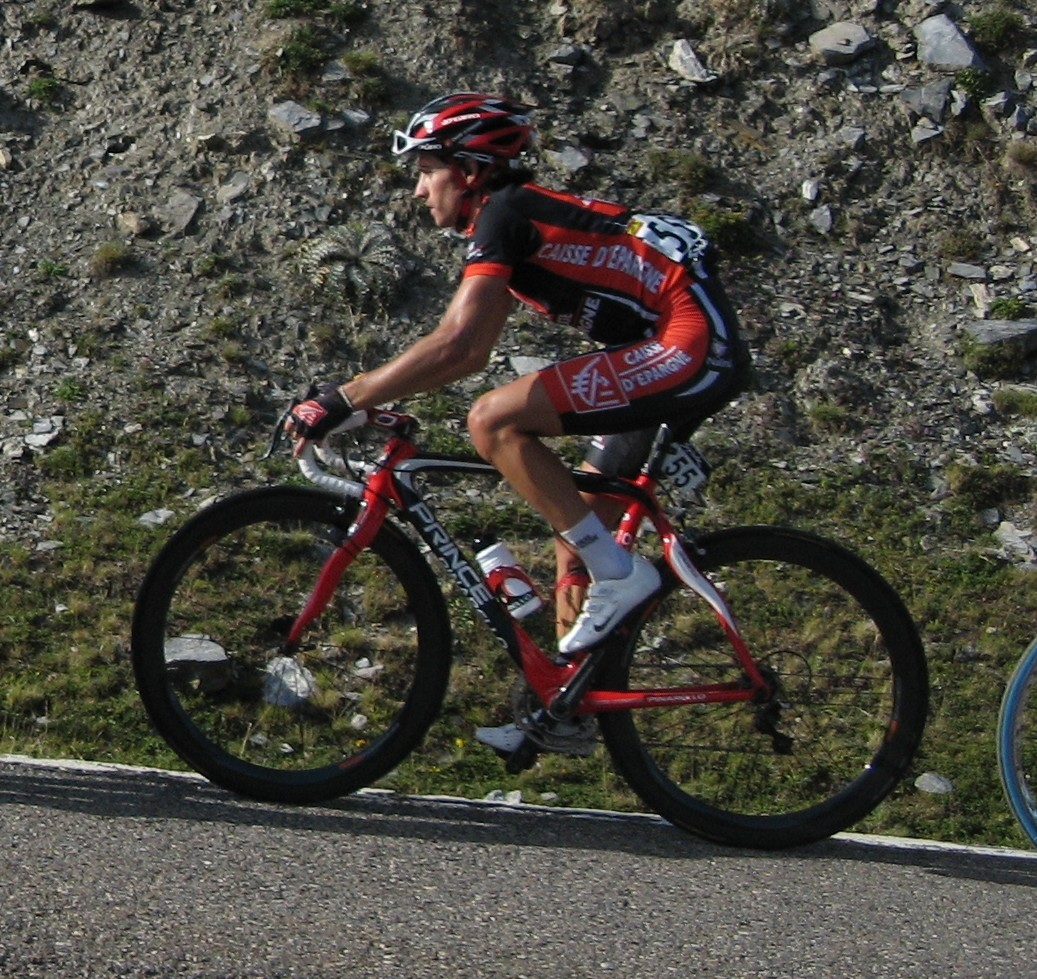
Daniel Moreno, pendant les Quatre Jours de Dunkerque 2009.

Daniel Moreno Fernández (né le 5 septembre 1981 à Madrid) est un coureur cycliste espagnol. Il a notamment remporté trois étapes du Tour d'Espagne, une en 2011 et deux en 2013 ainsi que la Flèche wallonne 2013.

## Biographie

### Débuts cyclistes et carrière amateur
En 2003, il est membre de la formation Alcosto-Fuenlabrada mais c'est avec une équipe qui s'engage occasionnellement, Alcobaça CC-De Borla-Ruben & Rita, qu'il remporte la Volta a Portugal do Futuro. Son équipe Alcosto-Fuenlabrada change de nom pour 2004 et devient Alcosto-Caprabo. Cette année-là il devient stagiaire en septembre dans la formation Relax-Bodysol.

### Carrière professionnelle

#### Les premiers pas chez Relax
Daniel Moreno commence sa carrière professionnelle en 2005 au sein de l'équipe Relax-Fuenlabrada dans laquelle il était stagiaire l'année précédente. Révélé par sa douzième place au Tour d'Espagne 2007, il se retrouve sans équipe en fin de saison en raison de la disparition de l'équipe Relax-GAM.

#### 2008-2010: professionnel dans les équipes Caisse d'Épargne et Omega Pharma Lotto
En mars 2008, il s'engage avec l'équipe Caisse d'Épargne.
En 2010, il est recruté pour un an par l'équipe belge Omega Pharma-Lotto.

#### 2011-2015: chez Katusha
En 2011, il rejoint l'équipe russe Katusha. Il y devient un équipier précieux de Joaquim Rodríguez, leader de l'équipe. Durant ses premiers mois avec Katusha, Moreno est notamment huitième de la Flèche wallonne, dont Rodríguez prend la deuxième place. Il dispute ensuite le Tour d'Italie, qu'il termine à la 28e place. Deuxième de la Prueba Villafranca de Ordizia fin juillet, il gagne une étape du Tour de Burgos le mois suivant et termine cette course à la deuxième place, derrière Rodríguez. Il court le Tour d'Espagne. Il gagne une étape et se classe pour la première fois parmi les dix premiers d'un grand tour, terminant neuvième.
En début d'année 2012, Daniel Moreno gagne une étape du Tour d'Andalousie et le Grand Prix Miguel Indurain. Lors des classiques ardennaises, il est à nouveau aux côtés de Rodríguez qui gagne la Flèche wallonne. Il dispute avec lui le Tour d'Italie. Vainqueur de deux étapes, Rodríguez porte le maillot rose durant la moitié de la course et s'incline le dernier jour au profit de Ryder Hesjedal. Il termine deuxième, et Moreno vingtième. En l'absence de Rodríguez, Daniel Moreno gagne deux étapes du Critérium du Dauphiné en juin. En août, il bénéficie cette fois du soutien de Rodríguez pour remporter le classement général et deux étapes du Tour de Burgos. Il reprend son rôle d'équipier au Tour d'Espagne. Leader de la course pendant deux semaines, Joaquim Rodríguez finit troisième du classement général et Daniel Moreno cinquième, sa meilleure place dans un grand tour jusqu'alors. Il participe au championnat du monde sur route, dans le Limbourg néerlandais. Il en prend la 24e place tandis qu'Alejandro Valverde, l'un des leaders de l'équipe d'Espagne, obtient la médaille de bronze. 
En avril 2013, il obtient sa principale victoire en remportant la Flèche wallonne. Rodríguez blessé quelques jours plus tôt, il a la possibilité d'y tenter sa chance. Pour le directeur de l'équipe Katusha Viatcheslav Ekimov, Moreno doit désormais envisager un rôle de leader, Rodríguez approchant de la fin de sa carrière. En juin, il prend la troisième place du Critérium du Dauphiné, derrière Christopher Froome et Richie Porte. À la fin du mois, il prend le départ de son deuxième Tour de France, avec l'intention d'aider Rodríguez à y revêtir le maillot jaune. Lors du Tour d'Espagne, il s'impose lors de la quatrième étape à l'occasion d'une arrivée en bosse à Finisterre. Il récidive lors de la neuvième étape dont l'arrivée est le mur de Valdepeñas de Jaen. Il démarre à 700 mètres de la ligne d'arrivée, ni Alejandro Valverde, ni Joaquim Rodríguez ne réussissent à prendre sa roue et il s'impose avec 4 secondes d'avance. Il revêt le maillot rouge de leader aux dépens de Nicolas Roche pour une seconde, mais le perd le lendemain au profit de Christopher Horner.
Initialement présélectionné pour les championnats du monde 2014, il est retenu pour la course en ligne.
Moreno est sélectionné pour la course en ligne des championnats du monde de Richmond. Les deux chefs de file espagnols sont Alejandro Valverde et Joaquim Rodríguez.

#### 2016-2017: Le retour en Espagne au sein de l'équipe Movistar
Il signe, pour une durée de deux ans, à compter de 2016, chez Movistar. Pour sa première saison sous ses nouvelles couleurs il gagne la  troisième étape du Tour des Asturies et se classe huitième du Tour d'Espagne remporté par son coéquipier Nairo Quintana. Avec la sélection espagnole, il est médaillé de bronze du premier championnat d'Europe sur route. En 2018, il rejoint pour une saison EF Education First-Drapac, mais n'est pas conservé à l'issue de la saison.

## Palmarès

### Palmarès amateur
| - 2003 - 2e étape du Tour de Valladolid - Cursa Ciclista del Llobregat - Tour de Tolède : - Classement général - 2e étape - Tour du Portugal de l'Avenir | - 2004 - 4e étape du Tour de Tolède - 2e de la Cursa Ciclista del Llobregat |  |

### Palmarès professionnel
| - 2005 - 2e du Tour d'Andalousie - 2e de la Classique d'Ordizia - 2006 - 1re étape de la Clásica de Alcobendas - 3e étape du Tour de l'Alentejo - 2e du Tour de l'Alentejo - 3e de la Clásica de Alcobendas - 3e du Tour de Burgos - 2007 - 6e étape du Tour de San Luis - 4e étape du Tour de Chihuahua - Escalade de Montjuïc : - Classement général - 1rea et 1reb (contre-la-montre) étapes - 2e de la Clásica de Alcobendas - 3e de la Clásica a los Puertos - 2008 - 1re étape de la Bicyclette basque - 2009 - 2e étape du Tour méditerranéen (contre-la-montre par équipes) - 4e étape du Tour de Chihuahua - 2e du Tour de Pologne - 2e du Tour du Piémont - 2e de la Japan Cup - 2011 - Tour du Piémont - 4e étape du Tour de Burgos - 4e étape du Tour d'Espagne - 2e de Prueba Villafranca de Ordizia - 2e du Tour de Burgos - 3e de la Coppa Sabatini - 8e de la Flèche wallonne - 9e du Tour d'Espagne - 2012 - 4e étape du Tour d'Andalousie - Grand Prix Miguel Indurain - 2e et 7e étapes du Critérium du Dauphiné - Tour de Burgos : - Classement général - 1re et 2e étapes - 5e du Tour d'Espagne | - 2013 - Flèche wallonne - 4e et 9e étapes du Tour d'Espagne - 3e du Critérium du Dauphiné - 3e de Milan-Turin - 6e du Tour de Lombardie - 10e du Tour d'Espagne - 2014 - 2e du Tour de Burgos - 3e de Milan-Turin - 8e de Tirreno-Adriatico - 9e de l'Amstel Gold Race - 9e de la Flèche wallonne - 9e de Liège-Bastogne-Liège - 2015 - 1re étape du Tour d'Autriche (contre-la-montre par équipes) - 5e étape du Tour de Burgos - 2e du Tour de Lombardie - 3e du Tour de Burgos - 4e de la Classique de Saint-Sébastien - 5e de la Flèche wallonne - 9e du Tour d'Espagne - 10e de Liège-Bastogne-Liège - 2016 - 3e étape du Tour des Asturies - Médaillé de bronze du championnat d'Europe sur route - 3e du Tour des Asturies - 8e du Tour d'Espagne |  |

## Résultats sur les grands tours

### Tour de France
3 participations
- 2010 : 20e[n 3],[13]
- 2013 : 17e
- 2016 : 31e

### Tour d'Italie
4 participations
- 2010 : 26e
- 2011 : 29e
- 2012 : 20e
- 2014 : 41e

### Tour d'Espagne
12 participations
- 2006 : 36e
- 2007 : 12e
- 2008 : 12e
- 2009 : 11e
- 2011 : 9e, vainqueur de la 4e étape
- 2012 : 5e
- 2013 : 10e, vainqueur des 4e et 9e étapes,  maillot rouge pendant 1 jour
- 2014 : 11e
- 2015 : 9e
- 2016 : 8e
- 2017 : 18e
- 2018 : 38e

## Classements mondiaux
| Année                  | 2005 | 2006 | 2007 | 2008 | 2009 | 2010 | 2011 | 2012 | 2013 | 2014 | 2015 | 2016 |
| ---------------------- | ---- | ---- | ---- | ---- | ---- | ---- | ---- | ---- | ---- | ---- | ---- | ---- |
| Classement ProTour     |      |      |      | 144e |      |      |      |      |      |      |      |      |
| Calendrier mondial UCI |      |      |      |      | 42e  | 236e |      |      |      |      |      |      |
| UCI World Tour         |      |      |      |      |      |      | 60e  | 51e  | 12e  | 63e  | 21e  | 84e  |
| UCI America Tour       |      |      | 153e |      |      |      |      |      |      |      |      |      |
| UCI Europe Tour        | 100e | 23e  | 45e  |      |      |      |      |      |      |      |      |      |